# Kostel svatého Štěpána (Řitonice)
Římskokatolický farní kostel svatého Štěpána v Řitonicích je gotická, později zbarokizovaná sakrální stavba. Od roku 1967 je kostel chráněn jako kulturní památka.

## Historie
Jedná se o původně gotický kostel z druhé poloviny 14. století, který byl v letech 1669 a 1709 byl přestavěn do barokní podoby. Byl prodloužen na západním straně a opatřen novým průčelím. V letech 1897–1898 byl celkově restaurován, byl nově vymalován a nově zařízen J. Hübschem.

## Architektura
Kostel je obdélný, jednolodní. Má polygonálně ukončený presbytář, k němuž na jižní straně přiléhá oratoř, na severní straně pak sakristie. Loď je barokní s ozdobným trojčlenným průčelím, které je dělené pilastry, které nesou kladí. Nad ním je tabulový štít s volutovými křídly. V ose je kamenný portál s trojhranný štítem. Po stranách a na štítu se nacházejí niky, ve kterých jsou nové sochy. Dole se nachází socha sv. Jana Nepomuckého a sv. Josefa, ve štítu je socha Panny Marie. Jedná se o dílo hořické kamenické školy. Boky lodi jsou hladké. Mají obdélná okna s polokruhovými záklenky. Na jižní straně je gotický profilovaný portál, ve kterém je vsazen náhrobník Biberštejnů ze 16. století.
Presbytář je vybaven opěráky a okny, které byly rozšířeny v roce 1870. Presbytář je sklenut křížem a v závěrem s klínovými žebry, které jsou nasazené na baldachýnových konzolách. Na jižní straně jdou dvoudílné hrotité sedile. Na severní straně je výklenkový sanktuář s hrotitým štítem. V lodi je strop z roku 1669.

## Zařízení
Zařízení je pseudogotické od J. Hübsche z roku 1901. Z původního barokního zařízení se dochovala barokní socha anděla na zábradlí kruchty. V kostele jsou varhany. Dále je v prostoru kostela několik náhrobníků ze 16.-18. století. Pozoruhodné jsou figurální náhrobníky: chlapce z roku 1658 a děvčátka z roku 1639, a také barokní figurální náhrobek V. J. Rasche z Rizenberku z roku 1710.